# Rosa Virós
Maria Rosa Virós Galtier (Barcelona, 1935-ibídem, 15 de mayo de 2010) fue una abogada española, doctora en Derecho por la Universidad de Barcelona y catedrática de Ciencias Políticas y de la Administración en la Universidad Pompeu Fabra, de la cual fue rectora de 2001 a 2005. Fue la primera mujer Rectora de una universidad catalana.

## Trayectoria
Estudió Derecho, siguiendo la vocación de su padre, que era jurista y abogado. En la facultad conoció Josep Antoni González Casanova, en una época en que la oposición antifranquista se forjaba en las aulas universitarias. Desde aquel momento ambos hicieron de la política un compromiso ético y ciudadano.
Se licenció en Derecho por la Universidad de Barcelona y se doctoró en 1974 en la misma universidad con la tesis sobre el comportamiento electoral en los municipios de Gerona en tiempos de la Segunda República.
Fue profesora de derecho y ciencias políticas en la Universidad de Barcelona desde 1971.
En 1991 se incorporó a la Universidad Pompeu Fabra donde fue profesora de Gestión y Administración Pública y de Ciencias Políticas y de la Administración. Entre 1991 ocupó diversos cargos académicos, entre ellos fue secretaria general, vicerrectora de Despliegue Estatutario, vicerrectora de la Comunidad Universitaria y decana de Ciencias Políticas.
En 2001 fue elegida rectora, convirtiéndose en la primera mujer en ocupar este cargo en una universidad catalana. Ejerció el cargo hasta 2005 cuando fue elegida presidenta del Consejo Económico y Social de Barcelona (CESB) de la Universidad de Barcelona.
Durante la Transición dirigió junto con Josep Maria Vallès el Equipo de Sociología Electoral de la Fundación Jaume Bofill, consolidando así su especialización en comportamiento político y electoral.
En 2004 recibió la Medalla Presidente Macià, instituida en 1938 que otorga el Gobierno de la Generalidad en reconocimiento a la dedicación, constancia y espíritu de iniciativa en la trayectoria profesional. En febrero de 2005 fue designada vocal del Comité de Supervisión y Seguimiento del Centro de Estudios y Opinión de la Generalidad de Cataluña.
El noviembre del 2005 fue nombrada Presidenta del Consejo Económico y Social de Barcelona y en 2007 recibió la Cruz de Sant Jordi.
Murió el 15 de mayo de 2010 en Barcelona.

## Vida personal
Madre de la arquitecta y activista Itziar González.